# The Melvins
Melvins är ett amerikanskt band från Montesano, bildat 1983 av gitarristen Buzz Osborne, basisten Matt Lukin och trummisen Mike Dillard. Inte långt efter att de startat byttes den sistnämnde ut mot Dale Crover, som tillsammans med Osborne är bandets enda långvariga medlem.
I början spelade bandet snabb, hardcoreinspirerad punk, men gick snart över till långsammare och tyngre musik som påminner om doom eller sludge metal. Det långsamma och tunga soundet inspirerade många grungeartister i början av 1990-talet, bland annat Nirvana vars sångare och frontman Kurt Cobain var ett fan av bandet. Även sentida band, som till exempel sludge/thrash metal-bandet Mastodon nämner Melvins som en influens.
Melvins var i sin tur influerade av metalpionjärerna Black Sabbath och punkbandet Black Flags långsamma skiva My War.
Under sin långa karriär har bandet släppt fler än 40 stycken album.

## Medlemmar
Nuvarande medlemmar
- Buzz 'King Buzzo' Osborne – sång, gitarr (1983– )
- Dale Crover – trummor, slagverk (1984– )
- Jared Warren – basgitarr (2006– )
- Coady Willis – trummor, sång (2006– )

Tidigare medlemmar
- Dale Nixon – trummor
- Mike Patton – sång
- Matt Lukin – basgitarr (1983–1987)
- Lori "Lorax" Black – basgitarr (1987—1991, 1992–1993)
- Joe Preston – basgitarr (1991–1992)
- Mark Deutrom – basgitarr, gitarr (1993–1998)
- Kevin Rutmanis – basgitarr (1998–2005)
- Dave Lombardo – trummor, sång (2002)
- Jello Biafra – sång (2004–2005, 2008)
- Trevor Dunn – basgitarr (2005–2008)
- Jeff Pinkus – basgitarr, sång (2013–2015)

Turnerande medlemmar
- Steven McDonald – basgitarr
- Gene Simmons – basgitarr (1993, 1994)

## Diskografi

### Studioalbum
- 1987 – Gluey Porch Treatments
- 1989 – Ozma
- 1991 – Bullhead
- 1992 – Lysol
- 1993 – Houdini
- 1994 – Prick
- 1994 – Stoner Witch
- 1996 – Stag
- 1997 – Honky
- 1999 – The Maggot
- 1999 – The Bootlicker
- 2000 – The Crybaby
- 2001 – Electroretard
- 2002 – Hostile Ambient Takeover
- 2004 – Pigs of the Roman Empire (med Lustmord)
- 2004 – Never Breathe What You Can't See (med Jello Biafra)
- 2005 – Sieg Howdy! (med Jello Biafra)
- 2006 – (A) Senile Animal
- 2008 – Nude with Boots
- 2010 – The Bride Screamed Murder
- 2012 – Freak Puke
- 2013 – Everybody Loves Sausages

### EP:s
- 1986 – Six Songs
- 1991 – Eggnog
- 1992 – King Buzzo
- 1992 – Dale Crover
- 1992 – Joe Preston

### Livealbum
- 1991 – Your Choice Live Series Vol.12
- 1998 – Alive at the F*cker Club
- 1999 – Live at Slim's 8-Track Tape
- 2001 – Colossus of Destiny
- 2002 – Millennium Monsterwork 2000 (med Fantômas)
- 2006 – Houdini Live 2005: A Live History of Gluttony and Lust
- 2008 – The End
- 2011 – Sugar Daddy Live

### Samlingsalbum
- 1997 – Singles 1-12
- 2000 – The Trilogy Vinyl
- 2003 – 26 Songs
- 2003 – Melvinmania: Best of the Atlantic Years 1993-1996
- 2004 – Neither Here Nor There
- 2005 – Mangled Demos from 1983
- 2007 – The Making Love Demos